# The Worst of Jefferson Airplane
The Worst of Jefferson Airplane (с англ. — «Худшее от Jefferson Airplane») — первый сборник американской психоделической рок-группы Jefferson Airplane, выпущенный в ноябре 1970 году на лейбле RCA Records. Выбор композиций для сборника примерно равномерно распределился между предыдущими пятью альбомами группы. Исключением разве что составляет «Plastic Fantastic Lover», живая композиция с единственного на тот момент концертника Bless Its Pointed Little Head.

## Участники записи
- Марти Балин — ведущий вокал
- Грейс Слик — вокал, фортепиано, орган
- Пол Кантнер — ритм-гитара, бэк-вокал
- Йорма Кауконен — соло-гитара, бэк-вокал
- Спенсер Драйден — барабаны
- Джек Кэсэди — бас-гитара

## Список композиций
| №   | Название                           | Оригинальный альбом                              | Длительность |
| --- | ---------------------------------- | ------------------------------------------------ | ------------ |
| 1.  | «It's No Secret»                   | Jefferson Airplane Takes Off (1966)              | 2:37         |
| 2.  | «Blues from an Airplane»           | Jefferson Airplane Takes Off (1966)              | 2:10         |
| 3.  | «Somebody To Love»                 | Surrealistic Pillow (1967)                       | 2:54         |
| 4.  | «Today»                            | Surrealistic Pillow (1967)                       | 2:57         |
| 5.  | «White Rabbit»                     | Surrealistic Pillow (1967)                       | 2:27         |
| 6.  | «Embryonic Journey»                | Surrealistic Pillow (1967)                       | 1:51         |
| 7.  | «Martha»                           | After Bathing at Baxter's (1967)                 | 3:21         |
| 8.  | «The Ballad Of You & Me & Pooneil» | After Bathing at Baxter's (1967)                 | 4:30         |
| 9.  | «Crown of Creation»                | Crown of Creation (1968)                         | 2:53         |
| 10. | «Chushingura»                      | Crown of Creation (1968)                         | 1:17         |
| 11. | «Lather»                           | Crown of Creation (1968)                         | 2:55         |
| 12. | «Plastic Fantastic Lover»          | Bless Its Pointed Little Head (1968, концертный) | 3:39         |
| 13. | «Good Shepherd»                    | Volunteers (1969)                                | 4:22         |
| 14. | «We Can Be Together»               | Volunteers (1969)                                | 5:50         |
| 15. | «Volunteers»                       | Volunteers (1969)                                | 2:03         |